# Cornucopina rotundata
Cornucopina rotundata is een mosdiertjessoort uit de familie van de Bugulidae. De wetenschappelijke naam van de soort is, als Bicellaria rotundata, voor het eerst geldig gepubliceerd in 1914 door Kluge.